# آفریقایی‌ها در مالزی
آفریقایی‌ها در مالزی (انگلیسی: Africans in Malaysia) یا مالزیایی‌های آفریقایی‌تبار مشتمل بر افرادی است که به مالزی مهاجرت کرده‌اند یا در آنجا متولد شده‌اند و بخشی از تبار آنها یا به‌طور کامل به آفریقایی‌ها پیوند پیدا می‌کنند. برخلاف اروپا و آسیا که از دیرباز بزرگ‌ترین مبدأ مهاجرت به مالزی بوده‌اند، مهاجرت از آفریقا به مالزی، تنها پدیده مهاجرتی است که مربوط به دوران اخیر است. پدیده جهانی شدن، آفریقایی‌های بیشتری را به خاطر گردشگری، تجارت و تحصیل در دانشگاه‌های مالزی به آنجا کشانده‌است. همچنین مقوله گردشگری پزشکی، آفریقایی‌ها را جذب مالزی کرده‌است. به خاطر محدودیت‌های سفت و سخت برای مهاجرت به اروپا، مهاجرت آفریقایی‌ها به مالزی و دیگر کشورهای آسیایی، پیش از پش مرسوم گردیده‌است.
در سال ۲۰۱۲، تعداد آفریقایی‌هایی که به‌طور قانونی و با اهداف مختلف وارد مالزی شدند بالغ بر ۷۹٬۳۵۲ نفر بود. در مجموع، تعداد ۲۵٬۴۶۷ روادید تحصیلی صادر شده بود.